# Madonna in trono con Bambino e i santi Vittore e Fidenzio
Madonna in trono con Bambino e i santi Vittore e Fidenzio è un dipinto di Giovan Battista Moroni del 1576. Firmata e datata sul basamento del trono, è collocata sull'altare maggiore della chiesa di San Vittore di Gaverina Terme.

## Storia
Il dipinto venne commissionato direttamente dalla parrocchia dove è riposto nel 1576. Infatti, durante la visita pastorale diocesana dell'autunno 1575, l'arcivescovo di Milano Carlo Borromeo punì il parroco di Gaverina don Giovan Pietro Facchinetti per il possesso di armi da fuoco e per il porto di mustacchi, vietati dal concilio tridentino. Versata la multa di 10 scudi l'11 ottobre dello stesso anno, risulta che i sindaci della chiesa stanziarono il 28 novembre la stessa somma di denaro per la realizzazione di una pala d'altare.
Da allora è posizionata sull'altare maggiore della chiesa parrocchiale in cui ancora si trova, sopra il coro di legno, a circa quattro metri di altezza. Dopo un primo restauro, eseguito nel 1961, in occasione del 500º anniversario della morte dell'autore, è stato intentato un nuovo restauro approfondito dell'opera che ha risolto i problemi di adesione degli strati pittorici, ha ripristinato la palette cromatica e ne è stata pulita da polvere e altre impurità la tela. Nonostante dovesse essere riconsegnata a ottobre 2021, dopo un primo rinvio la pala è stata riposizionata nel suo luogo di conservazione originale solo ad inizio 2022.

## Descrizione e stile
La pala d'altare è strutturata secondo uno schema piramidale, al cui vertice si trova la Vergine con Gesù neonato e, in basso, le figure dei due santi. Moroni utilizzò questa composizione in altre sue opere, come Madonna in trono con il Bambino e i santi Giacomo e Giovanni, che presenta anche simili architetture colonnate sullo sfondo. Inoltre, san Vittore e san Fidenzio rendono omaggio a Maria come i sant'Alessandro e san Defendente presenti nel Polittico di San Giorgio, dipinto l'anno prima per chiesa di San Giorgio Martire di Fiorano al Serio: qui sono presentati senza alcuna variazione importante. Espedienti del genere erano non solo accettati, ma spesso espressamente richiesti agli artisti dai committenti, che chiedevano disegni uguali a quelli visti in altre chiese, anche come assicurazione circa la certezza della qualità del risultato. Forse per questo motivo la tela venne realizzata dal Moroni con estrema rapidità.